# Oleg (voornaam)
Oleg (Russisch: Олег), Oleh (Oekraïens: Олег) en Aleh (Belarussisch: Алег) is een Oost-Slavische jongensnaam, die heel gebruikelijk is in Rusland, Oekraïne en Wit-Rusland. De naam is afgeleid van de Oudnoorse variant Helgi (Helge), dat 'heilig' of 'gezegend' betekent.
Het vrouwelijke equivalent is Olga, dat is afgeleid van de Oudnoorse naam Helga.
De soortgelijk klinkende Poolse naam Olek is een afkorting van de naam Aleksander en is dan ook niet verwant aan de naam Oleg.

## Bekende naamdragers
- Oleg Antonov (1906-1984), Sovjet-Russisch vliegtuigbouwer
- Oleg Atkov (1949), Russisch ruimtevaarder en cardioloog
- Oleh Blochin (1952), Oekraïens voetbalcoach
- Oleg Bryjak (1960-2015), Kazachs-Duits bas-bariton
- Oleg Cassini (1913-2006), Amerikaans modeontwerper
- Oleg Kononenko (1964), Russisch kosmonaut
- Oleg Konstantinovitsj Romanov (1892-1914), prins van Rusland
- Oleg Kornejev (1969), Russisch-Spaanse schaakgrootmeester
- Oleg Novitski (1971), Wit-Russisch ruimtevaarder
- Oleg Prudius (1969), Oekraïens worstelaar
- Oleg Sentsov (1976), Oekraïens filmmaker
- Oleg Vernjajev (1993), Oekraïens turner